# Samuel Glusberg
Samuel Glusberg (Chisináu, 1898-Buenos Aires, octubre de 1987), que usó el seudónimo de Enrique Espinoza, fue un escritor y editor ruso. Vivió la mayor parte de su vida en Argentina y Chile. Fue el fundador de la revista literaria Babel, la cual editó en los dos países sucesivamente. 

## Actividad en Argentina
Samuel Glusberg nació en 1898 en Kishinev, Besarabia, que por entonces pertenecía al Imperio Ruso y actualmente integra la República de Moldavia. Llegó a Buenos Aires en 1905 traído por su familia, una parte de la cual se radicó en Chile, país en el que más adelante Glusberg vivió algunos años. Inicialmente estudió en un pequeño colegio israelita y luego en una escuela pública. A los dieciséis años, Glusberg era un fervoroso lector de Tolstoi, Turguénev, Heinrich Heine y del filósofo judío-sefardí Baruch Spinoza. Estos dos últimos inspirarían más adelante su seudónimo.
Estudió en la Escuela Normal, donde se familiarizó con la obra de músicos como Bach, Beethoven, Händel, lo que le llevó a asociarse a la Asociación Wagneriana, y militó en el socialismo. En 1919 le pidió a Leopoldo Lugones, un expulsado del socialismo que por entonces se estaba convirtiendo al nacionalismo, para que respaldara desde su función pública un congreso de estudiantes, lo que hizo nacer, a pesar de la diferencia de edad y de ideología, una amistad que conservarían hasta la muerte. Lugones lo llevó a trabajar con él a la Biblioteca Nacional de Maestros y Glusberg se convirtió luego en su editor. Con la ayuda económica de sus tíos que residían en Chile comenzó en 1919 a editar los Cuadernos América, que llegaron a los 50 números. Con el sello de Babel editó libros nacionales y extranjeros y en 1921 lo hizo con una revista literaria con el mismo nombre que se publicó durante siete años y en la que colaboraron eminentes literatos de la generación madura y jóvenes como Jorge Mañach, Juan Marinello Vidaurreta, Mariano Picón-Salas, Arturo Uslar Pietri, Augusto d'Halmar, Pedro Prado, José Carlos Mariátegui y Jorge Basadre. 
Con Evar Méndez fue uno de los fundadores de la mítica revista Martín Fierro y se convirtió en uno de los editores más activos de esa época. Al mismo tiempo y bajo el seudónimo de Enrique Espinoza, publicó sus propios libros, entre otros, La levita gris, Heine, el ángel y el león y De un lado y otro, donde rememoró los avatares culturales de esa época. En 1928 integró la primera comisión directiva de la Sociedad Argentina de Escritores que presidía Lugones.

## Actividad en Chile
En enero de 1935, se radicó en Santiago de Chile continuando su labor de editor; comenzó a publicar breves ensayos sobre diversos temas y, en 1937, su libro Compañeros de viaje. En 1939, refundó la revista Babel, publicación apreciada por los artistas más heterodoxos de la época, con la Editorial Nascimento. Glusberg la dirigía, costeaba la mitad de cada volumen y organizaba toda la edición en tanto que Mauricio Amster modelaba cada entrega y dirigía la tipografía. Otras obras de Glusberg fueron Gajes del oficio (1968) y un ensayo largo titulado Conciencia histórica (1973), mediante el cual intentó aunar la reflexión política, social y cultural.
El golpe de Pinochet lo empujó de nuevo a Buenos Aires, donde falleció en octubre de 1987.